# Economia de Cambodja

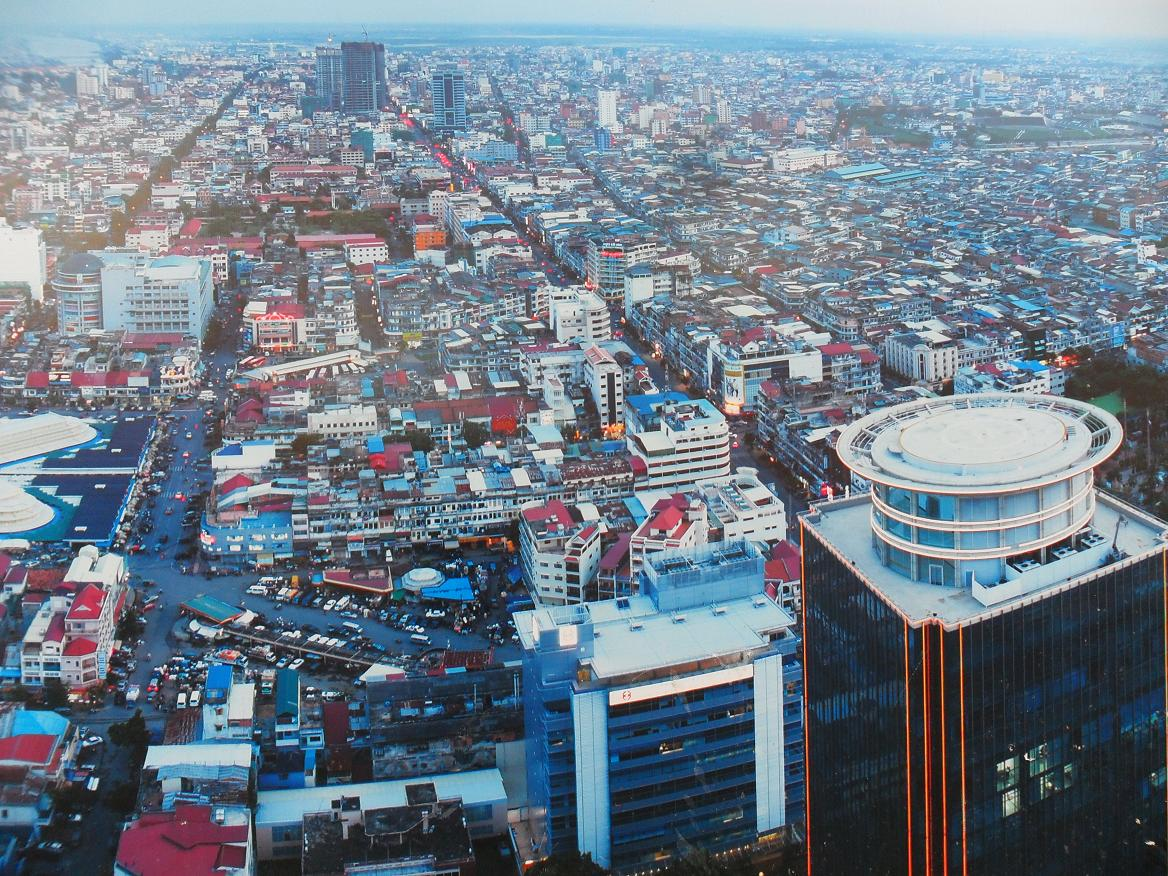
La ciutat de Phnom Penh.

L'economia de Cambodja ha experimentat un ràpid progrés econòmic en l'última dècada. La renda per capita, encara que augmenta ràpidament, és baixa en comparació de la majoria dels països veïns. Des de l'any 2004 la indústria de robes, la construcció, l'agricultura i el turisme han conduït el creixement del país. El PIB va créixer més de 6% a l'any entre 2010 i 2012. La manufactura de robes empra actualment més de 400 mil persones i respon pel 70% de les exportacions del país.
La principal activitat domèstica de la qual la majoria de llars rurals depenen és l'agricultura i la relacionada amb els sub-sectors. La producció manufacturera és variada, però no gaire extensa, i es duen a terme principalment de forma artesanal i informal. El sector de serveis està fortament concentrat en les activitats comercials i els serveis relacionats amb alimentació.

## L'economia en els anys 1990
Durant 1995, el govern va implementar polítiques fermes d'estabilització en circumstàncies difícils. En general, ho exerceixo macroeconòmic era bé. El creixement en 1995 s'estima en un 7% hagut de la uneixi millor producció agrícola (arròs, en particular). El fort creixement de la construcció i els serveis van continuar. La inflació es va reduir del 26% el 1994 a només el 6% en 1995. Les importacions van augmentar a conseqüència de la disponibilitat de finançament extern. Les exportacions també van augmentar, a causa d'un augment en les exportacions de fusta. Pel que fa al pressupost, tant el dèficit actual com el general van ser menors de l'inicialment apuntat.
Després de quatre anys de sòlid acompliment macroeconòmic, l'economia de Cambodja es va detenir entre 1997 i 1998 a causa d'una crisi econòmica regional, la violència civil i les lluites polítiques internes. Les inversions estrangeres i el turisme van caure. A més en 1998 la collita principal es va veure afectada per la sequera. El 1999, després de 30 anys consecutius de guerra, l'economia del país va progressar gràcies a reformes realitzades, obtenint la finals d'aquell any un creixement del 5%.

## L'economia després de l'any 2000
Malgrat les severes inundacions, el PIB va créixer el 5% l'any 2000, el 6,3% el 2001 i el 5,2% el 2002. Entre 2004 i 2008 l'economia va créixer en mitjana 10% a l'any.
En 2005 es van trobar dipòsits de petroli explotables sota les aigües territorials de Cambodja, la qual cosa representarà un flux d'ingressos potencial per al govern, si l'extracció comercial passar a ser viable. La mineria també està atraient algun interès dels inversors i el govern ha presentat oportunitats de mineria de bauxita, or, ferro i pedres precioses.
El turisme va ser la indústria de major creixement a Cambodja a partir de l'any 2000. Dels 154.000 estrangers que van visitar el país el 1993, es va passar a 1.700.000 el 2005, un 20% més que l'any anterior. Van gastar 1.400 milions de dòlars, és a dir el doble del que el govern rep pels impostos. A partir de 2007 van entrar més de 2 mil milions de dòlars per any gràcies al turisme. El país va rebre més de 3 milions de visitants el 2012. Amb tot, Cambodja segueix sent un dels països més pobres d'Àsia i el desenvolupament econòmic de llarg termini segueix sent un gran desafiament, inhibit per la corrupció endèmica, per les limitades oportunitats d'educació, alta desigualtat de renda, i escasses perspectives d'ocupació. Prop de 4 milions de persones viuen amb menys d'1,25 dòlar per dia, i un 37% dels nens cambodjans amb edat inferior a 5 anys pateixen de desnutrició crònica.
Més de 50% de la població del país té menys de 25 anys. La població manca d'educació i habilitats productives, especialment a l'empobrida zona rural, que també manca d'infraestructura bàsica. El Govern cambodjà està treballant amb donadors bilaterals i multilaterals, incloent el Banc Asiàtic de Desenvolupament, el Banc Mundial i el FMI, per tractar de les moltes necessitats del país. Més de 50% del pressupost del govern ve d'assistència dels donadors internacionals.
El gran desafiament econòmic per a Cambodja durant la propera dècada serà formar un ambient econòmic que el sector privat pugui crear ocupacions suficients per a la creixent població del país.